# 2-MCPD-Fettsäureester
2-MCPD-Fettsäureester sind Ester verschiedener Fettsäuren mit 2-Chlor-1,3-propandiol (2-MCPD, 2-Monochlorpropandiol), einem chlorierten Diol, als Alkoholkomponente. Sie sind prozessbedingte Kontaminanten in Lebensmitteln, die ein gesundheitsschädigendes Potential aufweisen und daher in Lebensmitteln unerwünscht sind – insbesondere für jüngere Bevölkerungsgruppen.

## Vorkommen und gesundheitliche Rolle
In einigen raffinierten, also gereinigten und verarbeiteten, Pflanzenölen und -fetten, sind 2-MCPD-Fettsäureester zu finden. Lebensmittel, für deren Herstellung raffinierte Pflanzenfette verwendet werden, können deshalb 2-MCPD-Fettsäureester enthalten. 2-MPCD und verwandte Stoffe wurden z. B. in Margarine, Back- und Konditoreiwaren, frittierten Produkten, verschiedenen Snack-Produkten sowie Säuglingsanfangs- und Folgenahrung nachgewiesen.
Diese Stoffe kommen in der Natur nicht vor. Für 2-MCPD-Ester lassen sich laut dem Bundesinstitut für Risikobewertung noch keine sicheren Aussagen über mögliche gesundheitsschädliche Auswirkungen machen. Chemisch eng verwandte Stoffe (3-MCPD-Fettsäureester) lösten im Tierversuch in größeren Mengen jedoch pathologische Veränderungen in den Nieren und andernorts aus.

## Entstehung
Bei der Verarbeitung von pflanzlichen Ölen und Fetten können bei hohen Temperaturen 2-MCPD-Fettsäureester neben 3-MCPD-Fettsäureestern und Glycidyl-Fettsäureestern entstehen: